# Eucalyptus scoparia
Eucalyptus scoparia, eucalipto blanco de Wallangarra es una especie de eucalipto perteneciente a la familia de las mirtáceas.

## Descripción
Es un árbol de talla mediana a grande con la corteza lisa blanca que tiene parches verde claros, con una capa polvosa.  Las hojas son pedunculadas, estrechas-lanceoladas de 15 × 1 cm, concolorosas, brillosas, verdes con numerosas glándulas oleosas.  Las flores blancas aparecen desde finales de primavera a principios de verano.

## Distribución y hábitat
Su distribución está restringida a elevaciones de moderada altitud en la región de Wallangarra en el sur de Queensland y Nueva Gales del Sur. Su nombre común se deriva del poblado de Wallangarra. Un número pequeño existe en Monte Ferguson al oeste de Amiens. Árboles se encuentran en grietas de afloramientos macizos de granito en las cimas de las montañas.

## Usos
El árbol está ampliamente plantado como ornamental en el sureste de Australia por su atractiva corteza y su fino follaje verde brilloso.

## Taxonomía
Eucalyptus scoparia fue descrita por Joseph Maiden y publicado en Proceedings of the Linnean Society of New South Wales 29: 777–778. 1905.
Etimología
Eucalyptus: nombre genérico que proviene del griego antiguo: eû = "bien, justamente" y kalyptós = "cubierto, que recubre". En Eucalyptus L'Hér., los pétalos, soldados entre sí y a veces también con los sépalos, forman parte del opérculo, perfectamente ajustado al hipanto, que se desprende a la hora de la floración.
scoparia: epíteto latino que significa "como una escoba".